# لوئیس اورتیز
لوئیس اورتیز (انگلیسی: Luis Ortiz؛ زادهٔ ۵ نوامبر ۱۹۶۵) بوکسور اهل پورتوریکو بود.